# Сернец, Душан
Душан Сернец (словен. Dušan Sernec; 8 июля 1882, Марибор — 15 февраля 1952, Любляна) — югославский словенский политик, представитель короля в переходном югославском правительстве 1945 года.

## Биография
Душан — 12-й ребёнок в семье адвоката и политика Янко Сернеца. Окончил среднюю школу Марибора, проходил воинскую службу в Праге. В 1905 году окончил Чешский технический университет, машиностроительный факультет. Продолжал изучать электротехнику в Гренобле, Париже и Карлсруэ. С 1906 по 1913 годы работал в Главной электрической компании (нем. Allgemeinen Elektricitätsgesellschaft) в Вене, Триесте и Любляне. С 1913 по 1922 годы — генеральный директор электроэнергетической компании Krain.
В 1923 году Сернец стал работать преподавателем технического факультета в Люблянского университета. В 1925 году вступил в Словенскую народную партию, в 1926 году назначен адъюнкт-профессором, в 1927 году — министром строительства. 9 октября 1929 назначен баном Словенской бановины, в 1930 году — министром лесной и горной промышленности, в 1931 году после выхода из Словенской народной партии снова стал министром строительства.
В 1941 году Сернец после оккупации Югославии вступил в Освободительный фронт Словении и установил контакты с партизанским подпольем. В 1942 году на Рождество его арестовали, но затем отпустили. В сентябре 1943 года он выбрался на освобождённые партизанами территории, участвовал на Втором заседании Антифашистского вече народного освобождения Югославии и возглавил его финансовый отдел.
В 1945 году назначен представителем короля Петра II во временном правительстве Югославии. После роспуска правительства ушёл на пенсию. Остаток жизни провёл в Любляне.